# Lipie (Kutno)
Pour les articles homonymes, voir Lipie.
Lipie (prononciation [ˈlipjɛ]) est une localité de la gmina de Łanięta, du powiat de Kutno, dans la voïvodie de Łódź, située dans le centre de la Pologne.
Elle se situe à environ 3 kilomètres au sud-ouest de Łanięta (siège de la gmina), 14 kilomètres au nord-ouest de Kutno (siège du powiat) et 63 kilomètres au nord de Łódź (capitale de la voïvodie).

## Administration
De 1975 à 1998, la localité était attachée administrativement à l'ancienne voïvodie de Płock.

Depuis 1999, elle fait partie de la nouvelle voïvodie de Łódź.